# Karel Roskam

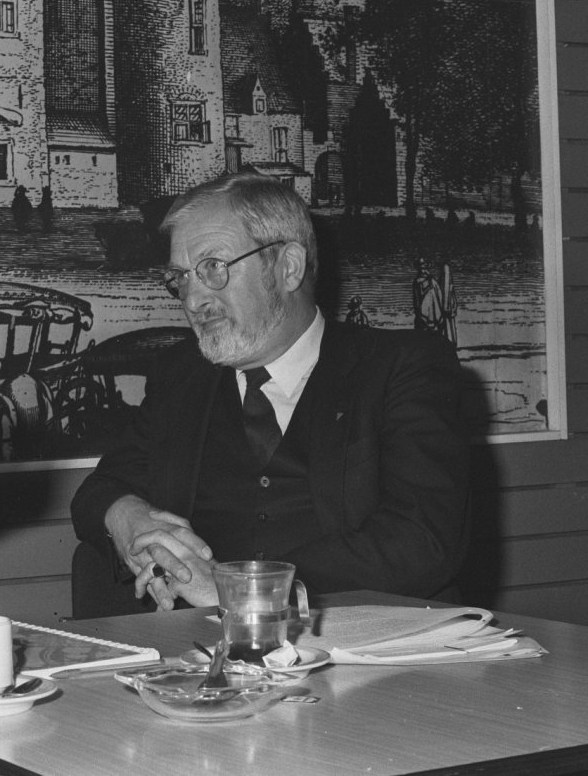
Karel Roskam in 1986

Karel Lodewijk Roskam (Roelofarendsveen, 7 maart 1931 - Hilversum, 17 januari 2010) was een Nederlands radioredacteur, radiocommentator, publicist en anti-apartheidsactivist.
Dr. Karel Roskam was ook een afgestudeerd socioloog die bij het uitreiken van zijn bul als een der eersten weigerde te verschijnen in het toen voorgeschreven rokkostuum en daarmee zeer veel publiciteit verwierf.
Tussen 1967 en 1988 was Roskam actief bij de VARA-radio, op uitnodiging van radiomaker Tom Pauka. Begonnen als Afrika-deskundige voor de Kroniek van Afrika van het Afrika-Studiecentrum, werd hij later buitenlandcommentator en gaf zijn visie op internationale vraagstukken in radioprogramma's zoals: De Afrikaanse Kroniek,  Dingen van de Dag, In de Rooie Haan en Boemerang.
Roskam was ook actief in de anti-apartheidsbeweging. In 1960 blies hij samen met 'rode dominee' Jan Buskes het Comité Zuid-Afrika nieuw leven in, waaruit later de Anti-Apartheidsbeweging Nederland ontstond.